# 小池卯一郎
小池卯一郎（日语：／ Koike Uichirō，1891年3月—1972年4月2日）是日本实业家、官选和歌山县知事。

## 经历
小池卯一郎出生于福井縣大野郡大野町（现大野市），是小池末五郎的长子。家族世代从事纺织业，他父亲则是以制作烟草为业。小池卯一郎从神户高等商业学校毕业后，又于1914年从东京高等商业学校（现一橋大學）毕业。同年11月通过高等文官行政科考试，加入大阪商船公司，在公司内历任神户分公司南洋课课长、总公司船客课课长、秘书等职务，1922年离职。
后他成为中橋德五郎的秘书。1927年4月中桥就任田中義一內閣商工大臣，小池随中桥任该职的秘書官。1929年7月离任，同年11月加入宇治川电气株式会社，历任调查课课长、总务课课长、营业课课长、营业部部长、经理、常务董事等职。1939年，兼任宇治川电化学工业株式会社社长、日本电气自动车制造株式会社社长。1941年调入日本发送电株式会社，任劳动部部长。他还担任过大日本产业报国会理事和中央劳动协议会常任委员。1945年6月，任北支那开发株式会社理事，不久因日本战败、公司解散而退休。
1945年10月，应政府要求，出任和歌山县知事。1946年1月暂时停职，同年8月28日，受公職追放影响而离职。
此后，应冲绳美军司令部要求，担任高级专员顾问。

## 脚注
1. 1 2 3 4  『新編日本の歴代知事』748頁。
2. 1 2 3 4 5 6 7  『和歌山県史 人物』179頁。
3. 1 2 3  『人事興信録』第13版 上、コ1頁。
4. ↑  『日本官僚制総合事典：1868 - 2000』209頁。
5. ↑  『官報』第5711号、昭和21年1月29日。
6. ↑  『官報』第5893号、昭和21年9月4日。